# Tetracis formosa
Tetracis formosa là một loài bướm đêm thuộc họ Geometridae. Nó được tìm thấy ở Colorado, miền đông Utah và miền đông Wyoming phía tây đến California and phía bắc đến miền nam British Columbia và miền nam Alberta ở độ cao từ 870 và 2.320 mét.
Cánh trước dài 17–23 mm. Con trưởng thành bay từ đầu tháng 9 đến cuối tháng 11.
Ấu trùng ăn Prunus andersonii.